# Nyctanassa violacea
Nyctanassa violacea là một loài chim thuộc chi đơn loài Nyctanassa trong họ Diệc.